# 梢子棍
梢子棍（しょうしこん、満州語：lasihikū）は中国の伝統的な武器である。木製または金属製の棍棒を鎖や縄で二対連結させたものであり、多節棍の一種。
二本の棍の長さは異なっており、長いほうの棍を持って用いる。
小型の物は沖縄に伝わる武器のヌンチャクと類似しているが、基本的に、片手で操作する武器であり、両手に一本ずつ握って操作する場合もある。
持ち手の棍が長くなっているため、持ち手の棍自体も突きや打撃に用いやすいという利点もある。
大型の物は長梢子棍と呼ばれ西洋のフレイルに相当する。中国武術では門派を問わず使用されているが、主に河南省のイスラム教徒（回族）の間で伝承されてきた武術、心意六合拳で使う物が最もよく知られている。